# Roseneck (Frankfurt am Main)

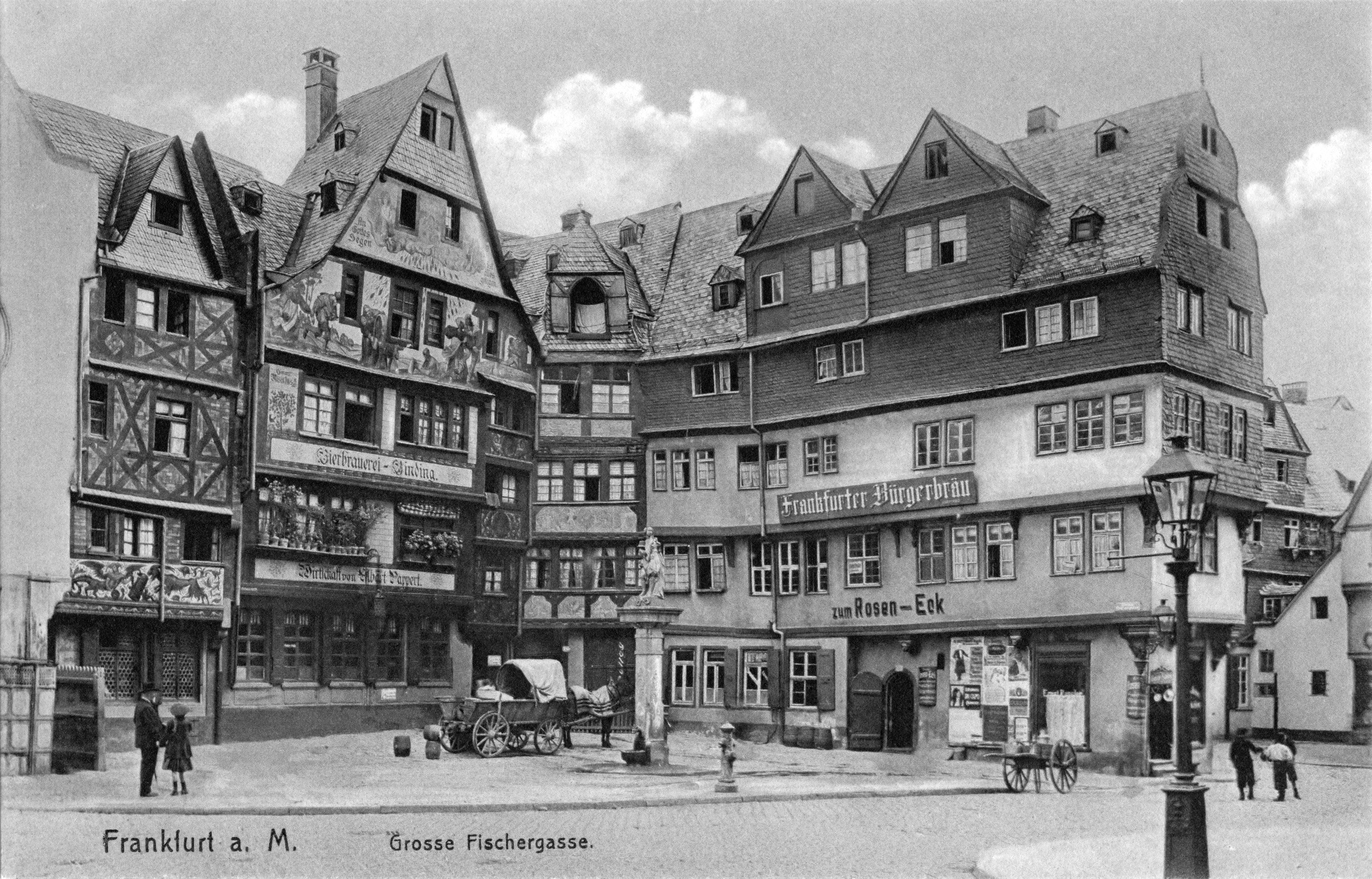
Ansicht vom Weckmarkt, um 1900

Das Roseneck war eine Gruppe von Fachwerkhäusern in Frankfurt am Main. Der kleine Platz galt als Touristenattraktion. Er gehörte zu den beliebtesten Postkartenmotiven der Frankfurter Altstadt. Bei den Luftangriffen auf Frankfurt wurde das Roseneck 1944 zerstört. Beim Wiederaufbau ab 1952 wurden die Grundstücke und Gassenverläufe des Ensembles durch eine Blockrandbebauung aus schlichten Wohn- und Geschäftshäusern überformt.

## Lage

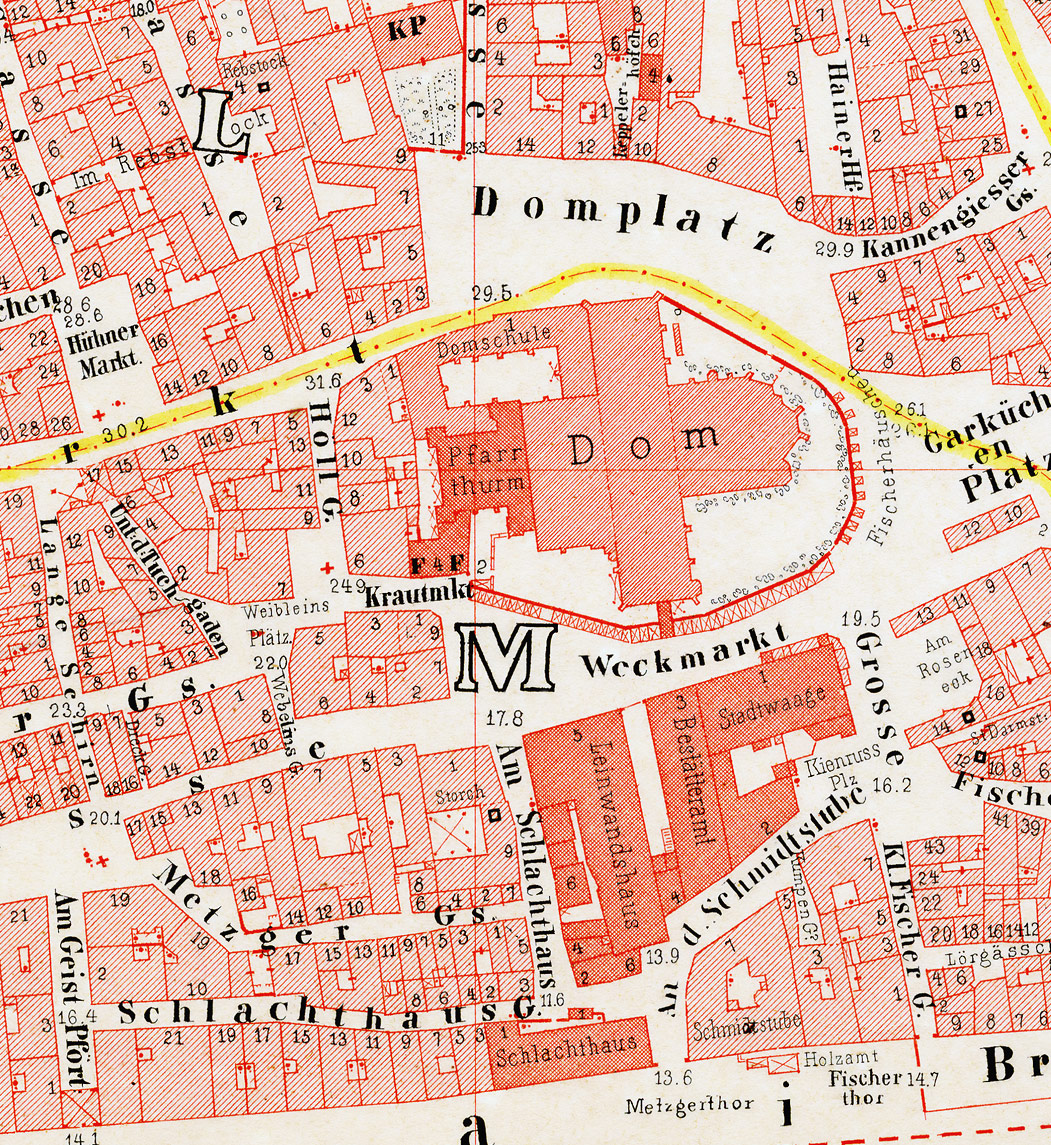
Das Roseneck 1861

Das sogenannte Plätzchen am Roseneck war ein kleiner Platz südlich des Kaiserdoms St. Bartholomäus. Er lag an der Ostseite der Großen Fischergasse, die zwischen Garküchenplatz im Osten und Weckmarkt im Westen nach Süden abzweigte. Westlich des Rosenecks lag die Stadtwaage, die nach ihrem Abriss 1873 durch das neugotische Magazingebäude des Stadtarchivs ersetzt wurde. Am Südrand des Platzes knickte die Große Fischergasse nach Osten ab. Hier zweigten die Kleine Fischergasse nach Süden und die Gasse An der Schmidtstube nach Südwesten ab. Beide Gassen liefen auf das Mainufer zu.

## Geschichte

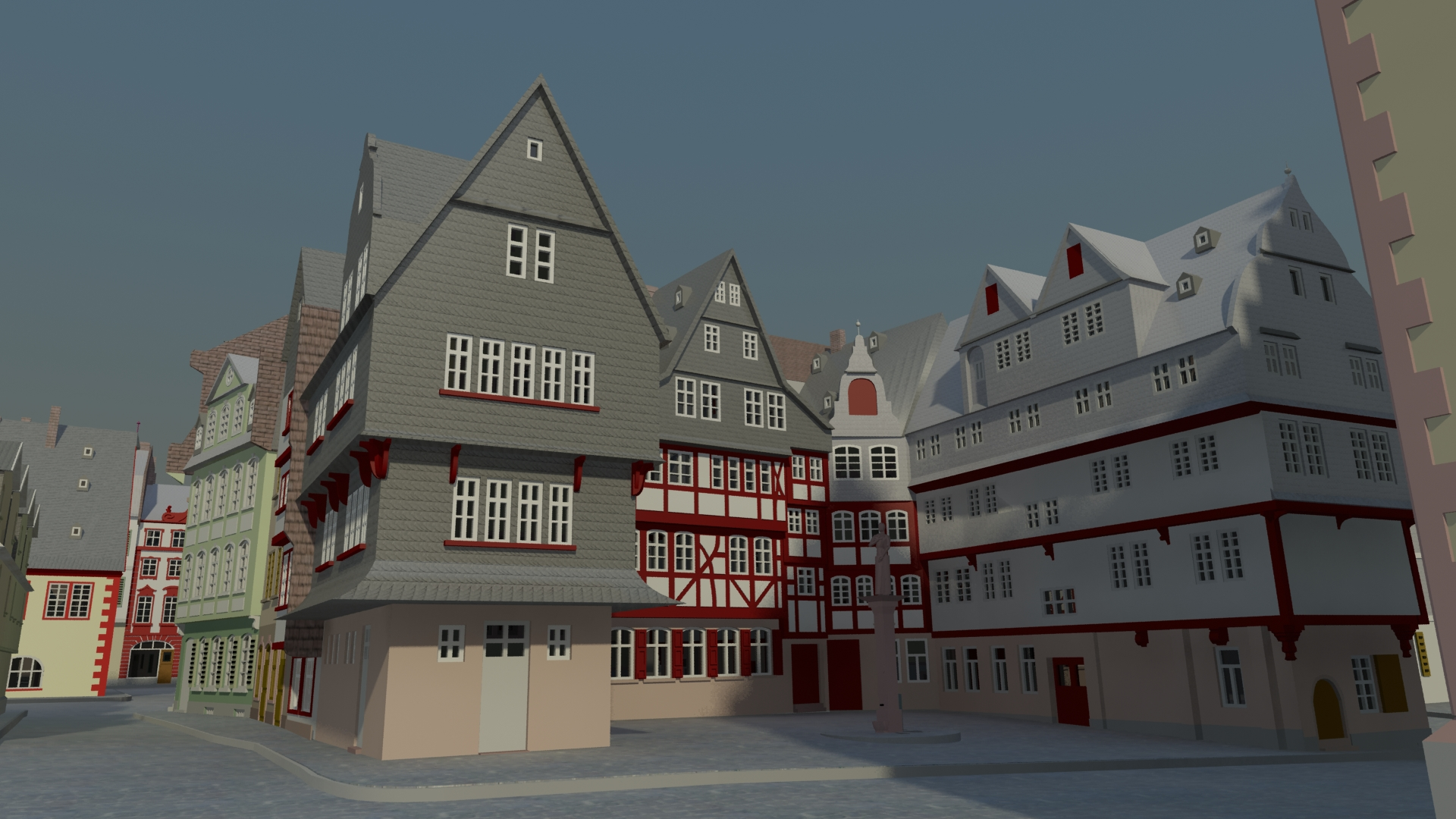
Das Roseneck im virtuellen Altstadtmodell von Jörg Ott

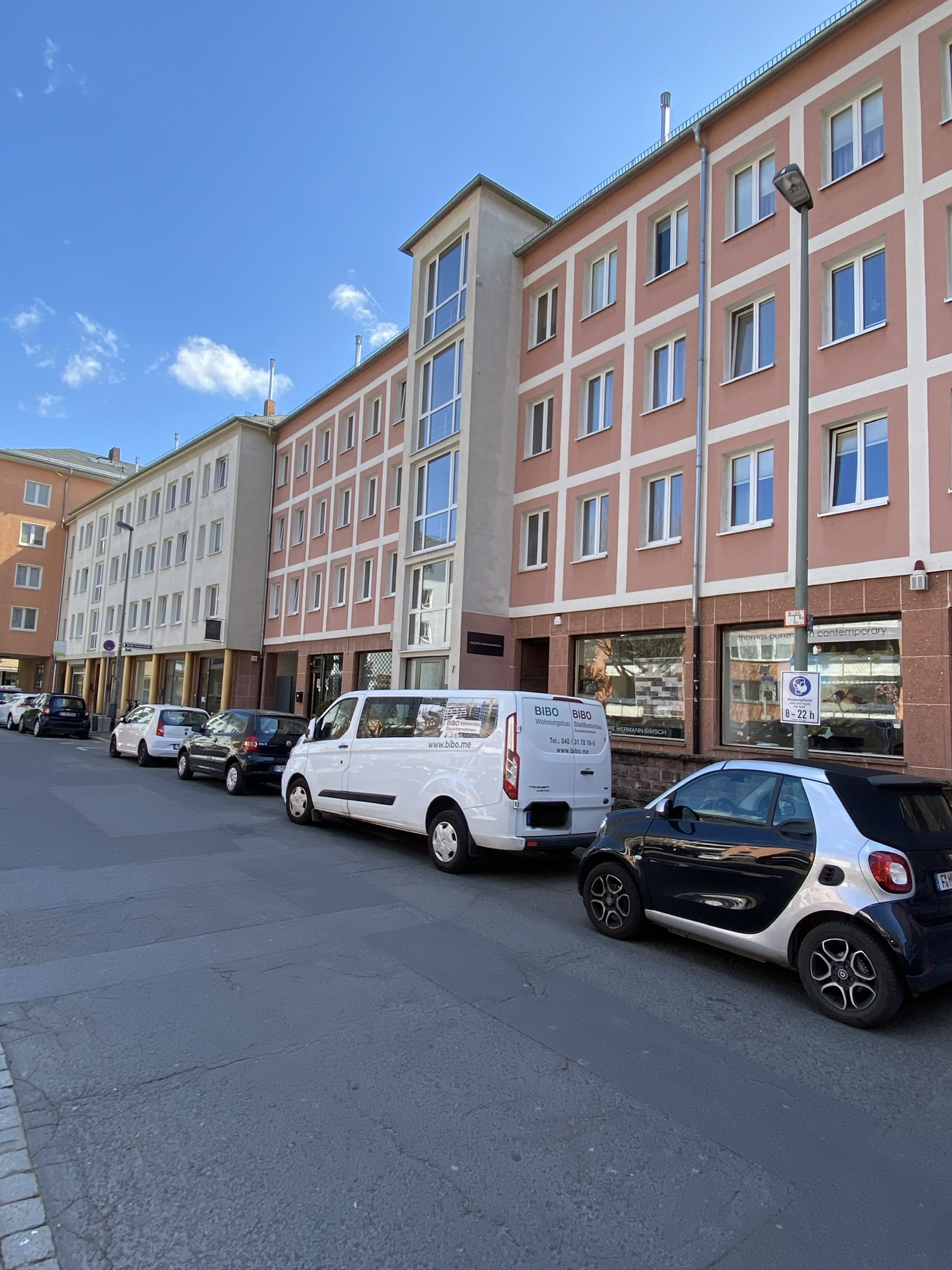
Heutige bauliche Situation am früheren Standort des Rosenecks

Das Roseneck lag auf dem Gebiet des ersten jüdischen Wohnviertels. Nachdem die kleine, aus etwa 60 Personen bestehende jüdische Gemeinde dem Pogrom von 1349 zum Opfer gefallen war, beschlagnahmte der Rat der Stadt die Grundstücke und vergab sie an neue Eigentümer. Auf dem Platz am Roseneck entstand der Lörhof oder Curia Cerdonum, eine Hofanlage aus mehreren Gebäuden, die nach den umliegenden Gassen hin durch Tore verschließbar war. Dem Namen nach gehörte der Hof der Zunft der Lohgerber, die ihn jedoch bald an Privatleute verkaufte. Später wurde die Hofanlage durch mehrere kleine Häuser unterteilt und verdichtet. In der ersten Hälfte des 16. Jahrhunderts ließ der Rat einen Teil der Häuser abreißen, um Platz für die Frankfurter Messe zu gewinnen. Es entstand das Plätzchen am Roseneck, das nun von den Häusern Pforteneck im Norden und Roseneck im Süden begrenzt wurde. Die Ostseite bildeten die Häuser Großer und Kleiner Rosenbusch. Das Pforteneck wurde ab Mitte des 17. Jahrhunderts Ochsenkopf genannt, nach einer Skulptur an seiner zum Garküchenplatz gelegenen Nordfassade.
Die Häuser entsprachen der typischen Frankfurter Bauweise mit einem Erdgeschoß aus Sandstein und zwei bis drei Fachwerk-Obergeschossen, deren Überhänge von verzierten Sandstein-Kragsteinen getragen wurden. Die steilen Satteldächer trugen ein oder mehrere Zwerchhäuser mit Spitzgiebeln oder Wellengiebeln. Die Fassaden der Häuser waren ursprünglich verschiefert oder verputzt. Die Häuser Ochsenkopf und Rosenbusch waren durch Zusammenlegung mehrerer kleiner Häuser unter einem Dach entstanden, was an den Fassaden noch deutlich erkennbar war.
Bereits im 19. Jahrhundert wurden die Häuser gastronomisch genutzt. 1878 erwarb die Familie Binding das Haus Rosenbusch und erweiterte dort ihren Brauereibetrieb; nach der Verlegung der Binding-Brauerei an die Darmstädter Landstraße 1880 wurde der Rosenbusch zur Altdeutschen Bierstube. 1902 ließ Binding die Fassade durch Karl Grätz, einen Schüler Edward von Steinles, im volkstümlichen Stil bemalen. Das Giebelbild zeigte zwei regenspendende Engel mit dem Spruch „An Gottes Segen ist alles gelegen.“ Auf dem Fassadenbild darunter arbeiteten Landleute bei der Gerstenernte und beim Bierbrauen, daneben wurde gerade ein großes Fass angezapft und ein Paar tanzte zur Musik eines Dudelsackspielers. Auch im Roseneck befand sich eine Brauereigaststätte, die Frankfurter Bürgerbrauerei, die 1921 mit Binding fusionierte.
Ab Anfang des 20. Jahrhunderts entwickelte sich das Roseneck zu einer Touristenattraktion. Es galt neben dem Fünffingerplätzchen als eines der beliebtesten Postkartenmotive der malerischen Frankfurter Altstadt. 1895 wurde der Freiheitsbrunnen (auch Freithofbrunnen genannt) auf dem Platz errichtet, der vorher auf dem Hühnermarkt gestanden hatte. 1922 erhielt auch das Roseneck eine bemalte Fassade. Der Frankfurter Maler Bertram schuf verschiedene Szenen aus dem Märchen Dornröschen. 1923 stellte Malermeister Hans Schneider die stark beschädigten Malereien am Haus Rosenbusch wieder her. Aber nur wenige Jahre später verschwanden alle Wandmalereien wieder. Im Zuge der Altstadtgesundung wurden die Häuser 1929 renoviert, das Fachwerk teilweise freigelegt.
Nach ersten schweren Schäden bei einem Luftangriff am 29. Januar 1944 brannten die Fachwerkhäuser bei den Angriffen am 18. und 22. März 1944 völlig aus. Nach dem Krieg wurden die Trümmer ab 1950 beseitigt. 1952 begann der Wiederaufbau, bei dem die alten Grundstücke und Straßenverläufe vollständig verändert wurden. Die Gassen An der Schmidtstube und Kleine Fischergasse verschwanden völlig, die Große Fischergasse wurde als Große Fischerstraße zu einer Parallelstraße zwischen Weckmarkt und Mainkai. Es entstand eine dreigeschossige Blockrandbebauung entlang des Weckmarktes, dahinter große begrünte Innenhöfe. In den Hof hinter dem Haus Weckmarkt 17 wurde der Freiheitsbrunnen versetzt. Heute erinnert im Stadtbild nichts mehr an das Roseneck. Neben alten Photographien, Filmen und Gemälden bewahren Treuners Altstadtmodell und das Virtuelle Altstadtmodell von Jörg Ott die Erinnerung an das Roseneck.